# جیمز پی. هوگان
جیمز پی. هوگان (انگلیسی: James P. Hogan؛ ‏ ۲۱ سپتامبر ۱۸۹۰ – ۴ نوامبر ۱۹۴۳) کارگردان فیلم، فیلم‌نامه‌نویس، تهیه‌کننده فیلم، بازیگر و فیلم‌بردار اهل ایالات متحده آمریکا بود.
از فیلم‌هایی که وی در آن‌ها نقش داشته است، می‌توان به آخرین قطار از مادرید، مهاجمان آریزونا، گشت مرزی و ترجیحاً فولاد اشاره نمود.